# NGC 3150
NGC 3150 je galaksija u zviježđu Malom lavu.

## Vanjske poveznice
- SEDS: NGC 3150